# Katarzyna Zillmann
Katarzyna Zillmann, née le 26 juillet 1995, est une rameuse polonaise.

## Vie privée
Elle est ouvertement queer.

## Palmarès

### Jeux olympiques
- 2021 à Tokyo,  Japon
  -  Médaille d'argent en quatre de couple

### Championnats du monde
- 2019 à Ottensheim,  Autriche
  -  Médaille d'argent en quatre de couple
- 2018 à Plovdiv,  Bulgarie
  -  Médaille d'or en quatre de couple
- 2017 à Sarasota,  États-Unis
  -  Médaille d'argent en quatre de couple

### Championnats d'Europe
- 2018 à Glasgow, (Royaume-Uni)
  -  Médaille d'or en quatre de couple